# Luperina rjabovi
Luperina rjabovi là một loài bướm đêm trong họ Noctuidae.